# Edwin Wolf
Edwin Toekidjan Wolf (1 april 1959) is een Surinaams politicus.
Hij begon zijn carrière bij de Anton de Kom Universiteit (Adek) als bode. Naast zijn werk heeft hij avondopleidingen gedaan: MULO, havo, universitair schakeljaar en Public Administration op de universiteit waar hij in 2002 is afgestudeerd. Van 1987 tot 1997 was hij fase vertegenwoordiger voor de studierichting Public Administration. Van 1989 tot 1999 was hij plaatsvervangend voorzitter van de Personeelsvereniging Adek. Kort nadat hij was afgestudeerd werd drs. Edwin Wolf directeur van de Stichting Volkshuisvesting Suriname (SVS) wat valt onder het ministerie van Sociale Zaken en Volkshuisvesting (SoZaVo).
In 2003 werd hij lid van het hoofdbestuur van Pertjajah Luhur (PL). Na de verkiezingen van mei 2005 werd op 2 september de samenstelling van het kabinet-Venetiaan II herzien. De in Boxel (district Wanica) wonende Wolf volgde toen zijn partijgenoot Walther Sandriman op als minister van Onderwijs en Volksontwikkeling (Minov). Bij SVS werd hij opgevolgd door Izaak Soerokarso die eveneens van de PL is.
In april 2006 liepen de spanningen in zowel het kabinet als in de top van het ministerie op toen bekend werd dat Wolf van plan was om Rudi Wesenhagen, onderdirecteur bij de afdeling Technische Diensten van het ministerie van Onderwijs en Volksontwikkeling, te vervangen door Ronny Tamsiran. Tamsiran was toen lid van het hoofdbestuur van de PL en van De Nationale Assemblée en tevens onderdirecteur op Jeugdzaken bij hetzelfde ministerie. Voor de benoeming van een dergelijke hoge ambtenaar was goedkeuring nodig van de Raad van Ministers. Uiteindelijk kon Wesenhagen zijn functie behouden.